# Glória de Campeão
Glória de Campeão (2003, Haras Santarém, São José dos Pinhais, Paraná) é o thoroughbred nascido no Brasil ganhador da maior premiação em dinheiro em todos os tempos. Venceu a Dubai World Cup, maior prêmio no mundo em corrida de cavalos, em 2010 com uma bolsa de 10 milhões de dólares (mais uma bonificação de patrocínio chegando a 12 milhões de dólares)

## Histórico
De pelagem castanho escuro, nascido no Haras Santarem, no Paraná, descende do argentino Impression (ganhador de grupo I) com a égua brasileira Audacity, filha de Clackson, este considerado o melhor avô materno da criação nacional, nascido no Brasil.
De propriedade do Stud Estrela Energia, sua campanha internacional milionária obteve em 2009  o segundo lugar nessa mesma competição, Dubai World Cup, e a vitória no Cingapura Airlines International - grupo I, também em 2009.

## Principais atuações
Vitórias:
2010
Dubai World Cup (Gr 1),
Al Maktoum Challenge (R1) (Gr 2);
2009
International Cup (Gr 1);
2007
Grande Premio Gervasio Seabra (Gr 2) ,
Grande Premio Presidente Antonio T. de Assumpcao Netto (Gr 3);
2°
2010
International Cup (Gr 1),
Al Maktoum Challenge (R3) (Gr 1);
2009
Dubai World Cup (Gr 1);
2008
Al Maktoum Challenge (R1) (Gr 2);
3°
2007
Grande Premio Presidente da República (Gr 1)

## Pedigree
| Pai IMPRESSION (ARG) gr. 1996 | RUBIANO (USA) B. 1987          | FAPPIANO (USA)      | MR. PROSPECTOR (USA) |
| Pai IMPRESSION (ARG) gr. 1996 | RUBIANO (USA) B. 1987          | FAPPIANO (USA)      | KILLALOE (USA)       |
| Pai IMPRESSION (ARG) gr. 1996 | RUBIANO (USA) B. 1987          | RUBY SLIPPERS (USA) | NIJINSKY (CAN)       |
| Pai IMPRESSION (ARG) gr. 1996 | RUBIANO (USA) B. 1987          | RUBY SLIPPERS (USA) | MOON GLITTER (USA)   |
| Pai IMPRESSION (ARG) gr. 1996 | IMPROBABLE LADY (USA) Ch. 1987 | LILOY (FR)          | BOLD BIDDER (USA)    |
| Pai IMPRESSION (ARG) gr. 1996 | IMPROBABLE LADY (USA) Ch. 1987 | LILOY (FR)          | LOCUST TIME (USA)    |
| Pai IMPRESSION (ARG) gr. 1996 | IMPROBABLE LADY (USA) Ch. 1987 | GIOCONDA (ARG)      | GOOD MANNERS (USA    |
| Pai IMPRESSION (ARG) gr. 1996 | IMPROBABLE LADY (USA) Ch. 1987 | GIOCONDA (ARG)      | PALLAZZINA (ARG)     |
| Mãe AUDACITY (BRZ) ch. 1997   | CLACKSON (BRZ) Ch. 1986        | I SAY (GB)          | SAYAJIRAO (GB)       |
| Mãe AUDACITY (BRZ) ch. 1997   | CLACKSON (BRZ) Ch. 1986        | I SAY (GB)          | ISETTA (IRE)         |
| Mãe AUDACITY (BRZ) ch. 1997   | CLACKSON (BRZ) Ch. 1986        | QUARANA (BRZ)       | PHARAS (FR)          |
| Mãe AUDACITY (BRZ) ch. 1997   | CLACKSON (BRZ) Ch. 1986        | QUARANA (BRZ)       | COARAN (BRZ)         |
| Mãe AUDACITY (BRZ) ch. 1997   | ORIENT GIRL (ARG) Br. 1987     | FARNESIO (ARG)      | GOOD MANNERS (USA)   |
| Mãe AUDACITY (BRZ) ch. 1997   | ORIENT GIRL (ARG) Br. 1987     | FARNESIO (ARG)      | LA FARNESINA (ARG)   |
| Mãe AUDACITY (BRZ) ch. 1997   | ORIENT GIRL (ARG) Br. 1987     | URUGUAYA (ARG)      | MARTINET (ARG)       |
| Mãe AUDACITY (BRZ) ch. 1997   | ORIENT GIRL (ARG) Br. 1987     | URUGUAYA (ARG)      | UNNA (ARG)           |